# بين غرين (لاعب كريكت)
بين غرين (28 سبتمبر 1997 في المملكة المتحدة - ) (بالإنجليزية: Ben Green)‏ هو لاعب كريكت بريطاني. لعب مع نادي مقاطعة سومرست للكريكت ‏.

## وصلات خارجية
- بين غرين على موقع إي آس بي آن كريك إنفو (الإنجليزية)